# Mine de Nyamuliro
 (juillet 2023).
La mine de Nyamuliro est une mine à ciel ouvert située dans le sud-ouest de l'Ouganda dans la région Ouest. Nyamuliro est l'une des plus grandes réserves de tungstène d'Ouganda. Ses réserves sont estimées à 10 millions de tonnes de minerai, titrant 0,5% de tungstène.
La mine était exploitée par Krone Uganda Ltd. En 2016, elle est reprise par KI3R Minerals Ltd, une filiale de Kerilee Investments Limited.

## Manifestations
Début 2020, KI3R a cessé d'exploiter la mine de Nyamuliro en réponse à l'interdiction d'exportation de minerais bruts décrétée par le président Yoweri Museveni. Les 2 200 travailleurs employés quotidiennement par la mine se sont retrouvés sans emploi. L'Association des travailleurs de Nyamuriro Wolfram a organisé des manifestations pour protester contre cette fermeture.